# اوزمو مدمرة متعددة المهام
```
اوزمو مدمرة متعددة المهام
 
(
いずも型護衛艦
،
 
Izumo-gata-goei-kan
؟
)
  أو 
22DDH
 هي فئة من 
حاملات الطائرات
 
بحكم الواقع
 أمرت أصلاً بالعمل 
كحاملة طائرات هليكوبتر
 
مصممة لقوات الدفاع الذاتي في البحرية اليابانية
 (JMSDF). في أواخر عام 2018، تم تحديد الفئة بصفتها مدمرات متعددة الأغراض بعد الإعلان عن تشغيل طائرات STOVL. 
[
1
]
 تُعد 
سفن
 هذه الفئة حاليًا أكبر القطع التي تعمل على السطح، حيث استولوا على الوشاح الذي كان يحمله سابقًا 
حاملة المروحيات هيوجا
. تم الكشف عن السفينة الرائدة رسميًا في 
يوكوهاما
 في 6 أغسطس 2013. 
[
2
]
 في ديسمبر 2018، وافق مجلس الوزراء الياباني على تحويل السفينتين إلى 
حاملات طائرات
 قادرة على تشغيل 
الطائرة
 
لوكهيد مارتن إف-35 لايتنيغ الثانية
 . 
[
3
]
```

السفن فئة ازومو هي متعددة الأدوار. ويمكن لهذا القيام بعمليات برمائية، ومكافحة السطح و الحرب المضادة للغواصات. 
1. ↑  "Japan avoids flak by refusing to call flattop 'aircraft carrier'". The Asahi Shimbun. 6 ديسمبر 2018. مؤرشف من الأصل في 2018-12-09. اطلع عليه بتاريخ 2018-12-29.
2. ↑  "Japan unveils new carrier-like warship, the largest in its navy since World War II". 6 أغسطس 2013. مؤرشف من الأصل في 2013-08-06. اطلع عليه بتاريخ 2013-08-06.
3. ↑  "Japan to have first aircraft carriers since World War II". CNN. 18 ديسمبر 2018. مؤرشف من الأصل في 2019-06-10.

## روابط خارجية
- CG Photos of 19500t class 22DDH المدمرة سفن العالم
- 22DDH Class GlobalSecurity.org
- الرسوم التوضيحية من 22DDH الطبقة GlobalSecurity.org